# إلياس مرمورة
إلياس مرمورة (1887-1947) أديب فلسطيني، يُعتبر من رواد الحركة الأدبية الفلسطينية الحديثة من مدينة الناصرة. عُرف بمساهماته الكبيرة في الحقل الديني والثقافي الفلسطيني خلال النصف الأول من القرن العشرين.

## النشأة والتعليم
وُلد إلياس مرمورة في الناصرة عام 1887، بدأ دراسته في مدارسها الابتدائية، بعد ذلك انتقل إلى القدس لمتابعة دراسته في مدرسة صهيون الإنجليزية الثانوية، وبعد تخرّجه عمل معلما في مدرسة صهْيون. درس العربية على يد المعلّم اللبناني المعروف نخلة جريس زريق (1861-1921). انتسب إلى السلك الكهنوتي عام 1908، وأخذ يخدم طائفته الإنجيلية في رام الله ونابلس طوال خمسة عشر عاماً تقريباً، فرُسِّم شمّاسًا ثم قسّيسًا في رام الله ونابلس 

## الحياة المهنية
بدأ مرمورة حياته المهنية ككاهن إنجيلي، وخدم في مدن رام الله ونابلس لمدة خمسة عشر عاماً. وخلال الحرب العالمية الأولى، تم نفيه إلى أدرنة في تركيا ولكنه عاد إلى فلسطين بعد انتهاء الحرب. أبدى اهتماماً كبيراً بتعلم لغة السامريين، وقام بترجمة كتابهم المقدس إلى العربية، إلا أن المخطوطة فُقدت.

## المساهمات الأدبية والثقافية
في عام 1924، أسّس مرمورة مجلة الأخبار الكنسية في القدس، وقد صدرت مدّة أربعة عشر عامًا بدون انقطاع. وانتُخب عام 1934 رئيسًا للمجمع الوطني الكنسي في فلسطين والأردن وبقي بالمنصب حتى تقاعده بسبب إصابته بالمرض عام 1944. وفي عام 1937 كان ممثّلًا للكنيسة الإنجيلية الوطنية في احتفالات إقامة مطرانية القدس الإنجليكانية في لندن، وأطلع رجال الدين الإنجليز على القضية الفلسطينية، ملبيًا بذلك طلب المفتي الحاج محمد أمين الحسيني.
الّف كتاب بعنوان" السامريون"، والكتاب يتضمّن تاريخ السامريين وأصلهم ومنشأهم وأعيادهم ومقدساتهم وتوراتهم والفروق بينهم وبين اليهود.